# Koopveengronden
Een koopveengrond is een bodemtype binnen het Nederlandse systeem van bodemclassificatie dat behoort tot de suborde van de eerdveengronden. Dit zijn veelvoorkomende veengronden met een maximaal 50 cm dikke veraarde bovengrond bestaande uit kleiig veen of venige klei.
Gronden nabij dorpen kunnen een circa 20 cm dik toemaakdek hebben, dat is gevormd door het gebruik van aardmest, dat bestond uit bagger uit sloten, stadsvuil, mest en zand uit de stallen.
Koopveengronden worden aangetroffen in het grensgebied van Noord- en Zuid-Holland en Utrecht. De naam van deze gronden is afgeleid van de in deze streek veel voorkomende plaatsnamen met 'kop' of 'koop'.
Bij een dikker zavel- of kleidek wordt de bodem geclassificeerd als een aarveengrond.
| Horizont | Diepte   | Omschrijving                                                                      |
| -------- | -------- | --------------------------------------------------------------------------------- |
| Aal      | 0–8 cm   | zode, zwart kleiig veen, iets zandig (vormt met onderliggende Aa2 het toemaakdek) |
| Aa2      | 8–25 cm  | zwarte (10YR 2/1), venige klei, zandig                                            |
| Ahg      | 25–45 cm | donkergrijs (2,5Y 4/1), kleiig veen, niet zandig, iets roestig                    |
| 2C       | 45–60 cm | geoxideerd bosveen                                                                |
| 2Cr      | > 60 cm  | gereduceerd, niet verweerd bosveen                                                |